# Adriana Zehbrauskas
Adriana Zehbrauskas é uma notória fotógrafa brasileira, ganhadora do Troféu Mulher Imprensa. De ascendência lituana, Adriana nasceu na cidade de São Paulo e é formada em Comunicação e em Linguística e Fonética pela Sorbonne, em Paris. Durante sua carreira profissional, trabalhou no jornal Folha de S.Paulo e é contribuidora regular para importantes veículos de comunicação como The Guardian e The New York Times.